# ドイチェ・フースバルマイスターシャフト1933-1934
ドイチェ・フースバルマイスターシャフト 1933-1934 はドイツ国で開催された第27回目のサッカー全国大会である。FCシャルケ04が初優勝し、1回目のドイチャー・フースバルマイスターの座に就いた。

## 概要
昨季本大会期間中から始まったNSDAP政権の強制的同質化は、今季に入ってますますサッカー界に深く浸透する。まず、ドイツサッカー協会を構成していた7つの伝統的地方協会が解体された。入れ替わるように、1934年1月に帝国体育指導体から改称したドイツ体育協会 (DRL)がすべてを取り仕切るようになった。DRLは各種目を運営する15の執行機関を創設、サッカー・ラグビー・クリケットなどの英国系球技は第二機関ファッハアムト・フースバルの担当である。DFBのサッカー統括権は事実上全てDRLに奪われたが、一応形式的にはまだ存在していた。だがDFBは、この事態に何ら抵抗しなかった。
そして、ドイチェ・マイスターシャフトの運営形態も大きく様変わりする。ローカル協会の解体は、DM出場権を争う大会の消滅も意味したが、その空白を埋めたのが、新たな最上位リーグ「ガウリーガ」だった。ナチス政権の新行政区分ガウ (大管区)にひとつずつ設置されたガウリーガは、まだブンデスリーガのような全国リーグではないが、単一組織によって直接運営されたドイツ初の「最上位リーグ」であった。各ガウリーガは基本10クラブ制で行われ、おおむね単純な1グループのH&Aリーグ戦方式である。大管区の数が昨季までのDM本大会クラブ数と同じであったため、各ガウリーガの優勝クラブだけがDM出場権を獲得した。
例外的に、オストプロイセン大管区とポンメルン大管区のガウリーガでは、2グループ方式のリーグとなった。既存の7地域協会体制では、合計50もの小さな群・都市単位のリーグ戦があり (中部協会だけでも22のリーグがあった)、それらの勝者が各地域マイスターシャフトの決勝ラウンドを戦うという長いプロセスがあった。ガウリーガではこれが大幅に簡略化され、従来より一ヶ月以上も早く全国出場クラブが出揃うようになったので、そのぶん全国大会の規模を拡大することも可能となった。
こうして、DMの歴史上初めて本大会にグループステージが導入された。しかもガウリーガと同じホーム・アンド・アウェー方式であるため、総試合数は昨季の15試合から、その三倍以上の51試合まで増加した。昨年までは大会の全てだった中立地一試合制のトーナメントはベスト4以降に絞られ、4つのグループの一位のみが準決勝に進出する。
決勝戦では昨季準優勝のFCシャルケ04が初優勝、フォルトゥナ・デュッセルドルフに続き、西部のクラブが連続でドイツ制覇を成し遂げた。敗れた1.FCニュルンベルクはこれが七回目の決勝であったが、勢力図の中心は南部から西部にシフトしつつあった。
シャルケのスタイルは1.FCNと同じく、ショートパスを大量につなぐポゼッションサッカーだったが、1920年代に比べると、スペースへのパスやボールのないところの動きを、より重視したパスワークだった。そして既存の名門・強豪クラブとは異なり、ルール工業地帯特有の労働者文化、ポーランド系ドイツ人選手の多さなど、西部のクラブに共通して見られるカルチャーを創り上げた。

## 出場クラブ[2]
| クラブ                       | 出場資格                                                 |
| プロイセン・ダンツィヒ       | ガウリーガ・オストプロイセン1933-1934マイスター          |
| ヴィクトリア・シュトルプ     | ガウリーガ・ポンメルン1933-1934マイスター                |
| BFCヴィクトリア1889          | ガウリーガ・ベルリン=ブランデンブルク1933-1934マイスター |
| ボイテナーSuSV               | ガウリーガ・シュレージエン1933-1934マイスター            |
| ドレスナーSC                 | ガウリーガ・ザクセン1933-1934マイスター                  |
| ハレシャーFCヴァッカー       | ガウリーガ・ミッテ1933-1934マイスター                    |
| アイムスビュッテラーTV       | ガウリーガ・ノルトマルク1933-1934マイスター              |
| ヴェルダー・ブレーメン       | ガウリーガ・ニーダーザクセン1933-1934マイスター          |
| FCシャルケ04                 | ガウリーガ・ヴェストファーレン1933-1934マイスター        |
| VfLベンラート                | ガウリーガ・ニーダーライン1933-1934マイスター            |
| ミュールハイマーSV06         | ガウリーガ・ミッテルライン1933-1934マイスター            |
| ボルシア・フルダ             | ガウリーガ・ヘッセン1933-1934マイスター                  |
| キッカース・オッフェンバッハ | ガウリーガ・ズュートヴェスト1933-1934マイスター          |
| SVヴァルトホフ07             | ガウリーガ・バーデン1933-1934マイスター                  |
| ウニオン・ベッキンゲン       | ガウリーガ・ヴュルテンブルク1933-1934マイスター          |
| 1.FCニュルンベルク           | ガウリーガ・バイエルン1933-1934マイスター                |

## グループステージ

### グループ1
グループ1対象地域：ブランデンブルク、オストプロイセン、ポンメルン、シュレージエン。
| 順 | チーム                   | 試 | 勝 | 分 | 敗 | 得 | 失 | 得率  | 点 | 出場権     |     | V89 | BEU | STO | DAN |
| -- | ------------------------ | -- | -- | -- | -- | -- | -- | ----- | -- | ---------- | --- | --- | --- | --- | --- |
| 1  | BFCヴィクトリア1889      | 6  | 6  | 0  | 0  | 24 | 9  | 2.667 | 12 | 準決勝進出 |     | —   | 5–2 | 4–2 | 5–2 |
| 2  | ボイテナーSuSV           | 6  | 3  | 1  | 2  | 12 | 13 | 0.923 | 7  |            |     | 1–4 | —   | 1–1 | 2–1 |
| 3  | ヴィクトリア・シュトルプ | 6  | 1  | 2  | 3  | 10 | 12 | 0.833 | 4  |            | 2–3 | 1–2 | —   | 3–1 |     |
| 4  | プロイセン・ダンツィヒ   | 6  | 0  | 1  | 5  | 6  | 18 | 0.333 | 1  |            | 0–3 | 1–4 | 1–1 | —   |     |

### グループ1試合結果
開催日：1934年4月8日・15日・22日・29日、5月6日・13日

会場：ゲルマニア＝プラッツ (シュトルプ)、ヒンデンブルク=シュターディオン (ボイテン)、シュターデイオン・アム・ゲズントブルンネン (ベルリン)、アルベルト=フォルスター=シュターディオン (ダンツィヒ)、モムゼンシュターディオン (ベルリン)、ポリツァイ=シュポルトプラッツ (ダンツィヒ)、プロイセン=プラッツ (シュテティーン)、シュポルトパルク・グリューナイヒェ (ブレスラウ)
| チーム #1                | スコア    | チーム #2                     |
| ------------------------ | --------- | ----------------------------- |
| ヴィクトリア・シュトルプ | 2:3 (0:2) | BFCヴィクトリア1889           |
| ボイテナーSuSV           | 2:1 (2:1) | SCプロイセン・ダンツィヒ      |
| BFCヴィクトリア1889      | 4:2 (1:0) | ヴィクトリア・シュトルプ      |
| SCプロイセン・ダンツィヒ | 1:4 (0:2) | ボイテナーSuSV                |
| ボイテナーSuSV           | 1:4 (0:0) | BFCヴィクトリア1889           |
| ヴィクトリア・シュトルプ | 3:1 (1:0) | SCプロイセン・ダンツィヒ      |
| BFCヴィクトリア1889      | 5:2 (3:1) | ボイテナーSuSV                |
| SCプロイセン・ダンツィヒ | 1:1 (0:1) | ヴィクトリア・シュトルプ      |
| SCプロイセン・ダンツィヒ | 0:3 (0:2) | BFCヴィクトリア Viktoria 1889 |
| ヴィクトリア・シュトルプ | 1:2 (0:1) | ボイテナーSuSV                |
| ボイテナーSuSV           | 1:1 (0:1) | ヴィクトリア・シュトルプ      |
| BFCヴィクトリア1889      | 5:2 (2:1) | SCプロイセン・ダンツィヒ      |

### グループ2
グループ2対象地域：ノルトマルク、ニーダーザクセン、ニーダーライン、ヴェストファーレン。
| 順 | チーム                 | 試 | 勝 | 分 | 敗 | 得 | 失 | 得率  | 点 | 出場権     |     | S04 | BEN | SVW | ETV |
| -- | ---------------------- | -- | -- | -- | -- | -- | -- | ----- | -- | ---------- | --- | --- | --- | --- | --- |
| 1  | FCシャルケ04           | 6  | 4  | 0  | 2  | 16 | 7  | 2.286 | 8  | 準決勝進出 |     | —   | 0–1 | 3–0 | 4–1 |
| 2  | VfLベンラート          | 6  | 3  | 1  | 2  | 12 | 11 | 1.091 | 7  |            |     | 0–2 | —   | 4–1 | 4–1 |
| 3  | ヴェルダー・ブレーメン | 6  | 2  | 1  | 3  | 11 | 17 | 0.647 | 5  |            | 2–5 | 2–2 | —   | 4–2 |     |
| 4  | アイムスビュッテラーTV | 6  | 2  | 0  | 4  | 13 | 17 | 0.765 | 4  |            | 3–2 | 5–1 | 1–2 | —   |     |

### グループ2試合結果
開催日：1934年4月8日・15日・22日・29日、5月6日・13日

会場：シュターディオン・ホーエルフト (ハンブルク)、ヴェーザーシュターディオン (ブレーメン)、シュターデイオン・ローテ・エアデ (ドルトムント)、シュターディオン・アン・デア・カストロパー・シュトラーセ (ボーフム)、ローテンバウム=シュターディオン (ハンブルク)、ラインシュターディオン (デュッセルドルフ)、プラッツ・フォン・アルトナ93 (ハンブルク＝アルトナ)、グリュックアウフ=カンプフバーン (ゲルゼンキルヘン)、ヴェダオシュターディオン (デュースブルク)
!Stadion
| チーム #1              | スコア    | チーム #2              |
| ---------------------- | --------- | ---------------------- |
| アイムスビュッテラーTV | 5:1 (5:1) | VfLベンラート          |
| ヴェルダー・ブレーメン | 2:5 (2:3) | FCシャルケ04           |
| ヴェルダー・ブレーメン | 2:2 (1:1) | VfLベンラート          |
| FCシャルケ04           | 4:1 (1:1) | アイムスビュッテラーTV |
| FCシャルケ04           | 0:1 (0:0) | VfLベンラート          |
| アイムスビュッテラーTV | 1:2 (0:1) | ヴェルダー・ブレーメン |
| VfLベンラート          | 4:1 (2:1) | ヴェルダー・ブレーメン |
| アイムスビュッテラーTV | 3:2 (0:2) | FCシャルケ04           |
| VfLベンラート          | 4:1 (3:0) | アイムスビュッテラーTV |
| FCシャルケ04           | 3:0 (1:0) | ヴェルダー・ブレーメン |
| ヴェルダー・ブレーメン | 4:2 (3:2) | アイムスビュッテラーTV |
| VfLベンラート          | 0:2 (0:1) | FCシャルケ04           |

### グループ3
対象地域：バーデン、ミッテルライン、ズュートヴェスト、ヴュルテンベルク。
| 順 | チーム                       | 試 | 勝 | 分 | 敗 | 得 | 失 | 得率  | 点 | 出場権     |     | WMA | MUS | KOF | BOE |
| -- | ---------------------------- | -- | -- | -- | -- | -- | -- | ----- | -- | ---------- | --- | --- | --- | --- | --- |
| 1  | SVヴァルトホフ07             | 6  | 3  | 3  | 0  | 19 | 6  | 3.167 | 9  | 準決勝進出 |     | —   | 6–1 | 0–0 | 6–0 |
| 2  | ミュールハイマーSV06         | 6  | 2  | 2  | 2  | 13 | 18 | 0.722 | 6  |            |     | 1–1 | —   | 4–4 | 2–0 |
| 3  | キッカース・オッフェンバッハ | 6  | 1  | 3  | 2  | 14 | 16 | 0.875 | 5  |            | 2–2 | 1–3 | —   | 4–1 |     |
| 4  | ウニオン・ベッキンゲン       | 6  | 2  | 0  | 4  | 15 | 21 | 0.714 | 4  |            | 2–4 | 6–2 | 6–3 | —   |     |

### グループ3試合結果
開催日：1934年4月8日・15日・22日・29日、5月6日・13日

会場：シュターデイオン (マンハイム)、ビーベラー・ベルク (オッフェンバッハ・アム・マイン)、アドルフ=ヒトラー=カンプフバーン (シュトゥットガルト)、ラートレンバーン (ケルン)、シュターディオン・アム・リーダーヴァルト (フランクフルト・アム・マイン)、シュターディオン・アム・ゼー (ハイルブロン)、ヴァイデンペッシャー・パルク (ケルン)
!Stadion
| チーム #1                    | スコア    | チーム #2                    |
| ---------------------------- | --------- | ---------------------------- |
| SVヴァルトホフ07             | 6:1 (2:1) | ミュールハイマーSV06         |
| キッカース・オッフェンバッハ | 4:1 (1:0) | ウニオン・ベッキンゲン       |
| ウニオン・ベッキンゲン       | 2:4 (1:2) | SVヴァルトホフ07             |
| ミュールハイマーSV06         | 4:4 (2:2) | キッカース・オッフェンバッハ |
| キッカース・オッフェンバッハ | 2:2 (1:2) | SVヴァルトホフ07             |
| ミュールハイマーSV06         | 2:0 (0:0) | ウニオン・ベッキンゲン       |
| SVヴァルトホフ07             | 0:0       | キッカース・オッフェンバッハ |
| ウニオン・ベッキンゲン       | 6:2 (2:0) | ミュールハイマーSV06         |
| ウニオン・ベッキンゲン       | 6:3 (4:0) | キッカース・オッフェンバッハ |
| ミュールハイマーSV06         | 1:1 (1:1) | SVヴァルトホフ07             |
| SVヴァルトホフ07             | 6:0 (4:0) | ウニオン・ベッキンゲン       |
| キッカース・オッフェンバッハ | 1:3 (1:1) | ミュールハイマーSV06         |

### グループ4
対象地域：バイエルン、ヘッセン、ミッテ、ザクセン。
| 順 | チーム                 | 試 | 勝 | 分 | 敗 | 得 | 失 | 得率  | 点 | 出場権     |     | FCN | DRE | FUL | WHA |
| -- | ---------------------- | -- | -- | -- | -- | -- | -- | ----- | -- | ---------- | --- | --- | --- | --- | --- |
| 1  | 1.FCニュルンベルク     | 6  | 4  | 1  | 1  | 10 | 4  | 2.500 | 9  | 準決勝進出 |     | —   | 1–2 | 1–1 | 3–0 |
| 2  | ドレスデナーSC         | 6  | 4  | 1  | 1  | 16 | 7  | 2.286 | 9  |            |     | 0–1 | —   | 3–1 | 7–2 |
| 3  | ボルシア・フルダ       | 6  | 1  | 2  | 3  | 7  | 10 | 0.700 | 4  |            | 1–2 | 0–0 | —   | 3–2 |     |
| 4  | ハレシャーFCヴァッカー | 6  | 1  | 0  | 5  | 8  | 20 | 0.400 | 2  |            | 0–2 | 2–4 | 2–1 | —   |     |

#### グループ4試合結果
開催日：1934年4月8日・15日・22日・29日、5月6日・13日

会場：ヘッセンカンプフバーン (カッセル)、クリケット=ヴィクトリア=プラッツ (マクデブルク)、シュターディオン・アム・オストラーゲヘーゲ (ドレスデン)、シュターディオン・ヨハンニサウ (フルダ)、Wacker-Platz an der Dessauer Straße (ハレ・アン・デア・ザーレ)、シュテーティッシェス・シュターディオン (ニュルンベルク)、ロンホーフ (フュルト)、プロープスタイダー・シュターディオン (ライプツィヒ)、ツァボ (ニュルンベルク)
| チーム #1              | スコア    | チーム #2              |
| ---------------------- | --------- | ---------------------- |
| ボルシア・フルダ       | 0:0       | ドレスデナーSC         |
| ハレシャーFCヴァッカー | 0:2 (0:1) | 1. FCニュルンベルク    |
| ドレスデナーSC         | 7:2 (3:2) | ハレシャーFCヴァッカー |
| ボルシア・フルダ       | 1:2 (1:1) | 1. FCニュルンベルク    |
| ハレシャーFCヴァッカー | 2:1 (0:1) | ボルシア・フルダ       |
| 1. FCニュルンベルク    | 1:2 (1:1) | ドレスデナーSC         |
| 1. FCニュルンベルク    | 3:0 (3:0) | ハレシャーFCヴァッカー |
| ドレスデナーSC         | 3:1 (1:0) | ボルシア・フルダ       |
| ハレシャーFCヴァッカー | 2:4 (1:2) | ドレスデナーSC         |
| 1. FCニュルンベルク    | 1:1 (0:0) | ボルシア・フルダ       |
| ドレスデナーSC         | 0:1 (0:1) | 1. FCニュルンベルク    |
| ボルシア・フルダ       | 3:2 (2:2) | ハレシャーFCヴァッカー |

## 準決勝
会場：プロープスタイダー・シュタディオン、ラインシュタディオン
| チーム #1          | スコア | チーム #2           |
| ------------------ | ------ | ------------------- |
| 1934年6月17日      |        |                     |
| 1.FCニュルンベルク | 2–1    | BFCヴィクトリア1889 |
| FCシャルケ04       | 5–2    | SVヴァルトホフ07    |

## 決勝
| FCシャルケ04                    | 2 - 1    | 1.FCニュルンベルク |
| ------------------------------- | -------- | ------------------ |
| シェパン 88分 · クツォーラ 90分 | レポート | フリーデル 54分    |

| FCシャルケ04                                    |  |                                   |  |
|                                                 |  |                                   |  |
| GK                                              |  | ヘアマン・メラゲ                  |  |
| DF                                              |  | ハンス・ボーネマン (サッカー選手) |  |
| DF                                              |  | フェアディナント・ツァイオンス    |  |
| ＭＦ                                            |  | オットー・ティブルスキー          |  |
| MF                                              |  | フリッツ・シェパン                |  |
| MF                                              |  | ヴァレンティン・プシビュルスキ    |  |
| FW                                              |  | エアンスト・カルヴィツキ          |  |
| FW                                              |  | アードルフ・ウーアバン            |  |
| FW                                              |  | ヘアマン・ナットケンパー          |  |
| FW                                              |  | エアンスト・クーツォーラ          |  |
| FW                                              |  | エミル・ロートハート              |  |
| 監督                                            |  |                                   |  |
| ハンス・シュミット (1893年生まれのサッカー選手) |  |                                   |  |

| 1．FCニュルンベルク        |  |                                     |  |
|                            |  |                                     |  |
| GK                         |  | ゲオーク・ケール (サッカー選手)     |  |
| DF                         |  | ルイトポルト・ポップ                |  |
| DF                         |  | アンドレアス・ムンカート            |  |
| MF                         |  | フリッツ・クライセル                |  |
| MF                         |  | ヴィリ・ビルマン                    |  |
| MF                         |  | リヒャート・ウエーム                |  |
| FW                         |  | カール・グースナー                  |  |
| FW                         |  | マックス・アイベアガー              |  |
| FW                         |  | ゲオーク・フリーデル (サッカー選手) |  |
| FW                         |  | ヨーゼフ・シュミット (サッカー選手) |  |
| FW                         |  | ヴィリ・クント                      |  |
| 監督                       |  |                                     |  |
| アルフレート・シャッファー |  |                                     |  |

|  |

## 得点ランキング[11]
| 選手 | 選手                         | クラブ                       | 試合数 | 得点数 |
| ---- | ---------------------------- | ---------------------------- | ------ | ------ |
| 1.   | オットー・ジフリン           | SVヴァルトホフ07             | 7      | 11     |
| 2.   | ローバート・マールシュテット | ヴェルダー・ブレーメン       | 6      | 7      |
| 2.   | ハンス・ヴラツラヴェク       | ボイテナーSuSV               | 6      | 7      |
| 4.   | ヘルムート・シェーン         | ドレスデナーSC               | 5      | 6      |
| 5.   | クアト・ダウダ               | BFCヴィクトリア1889          | 7      | 6      |
| 6.   | ヘアマン・ネットケンパー     | FCシャルケ04                 | 8      | 6      |
| 7.   | Niering                      | BFCヴィクトリア1889          | 5      | 5      |
| 8.   | アードルフ・グレーベ         | キッカース・オッフェンバッハ | 6      | 5      |
| 8.   | フーバート・ヘーニヒ         | ミュールハイマーSV06         | 6      | 5      |
| 8.   | ヴィリ・ロイガース           | ボルシア・フルダ             | 6      | 5      |
| 8.   | ヘアバート・パンゼ           | アイムスビュッテラーTV       | 6      | 5      |
| 8.   | カール・シャット             | ウニオン・ベッキンゲン       | 6      | 5      |
| 13.  | リヒャート・ウェーム         | ミュールハイマーSV06         | 8      | 5      |